# 1923 في فنلندا

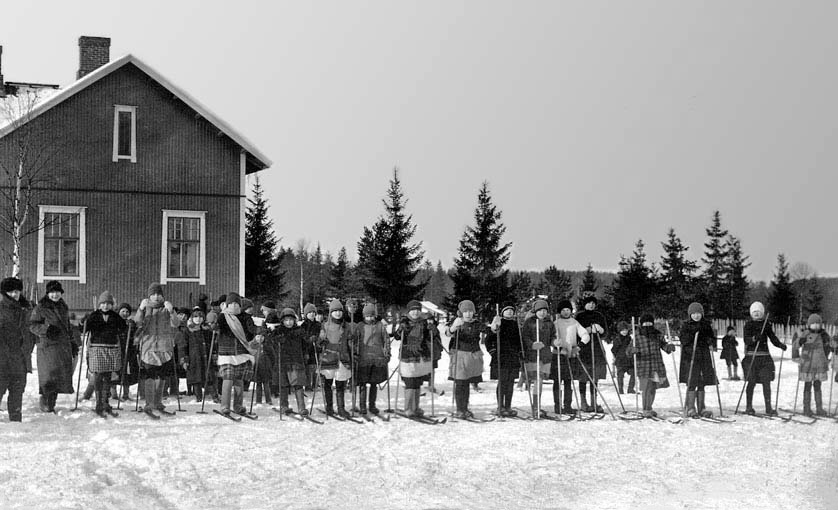
صورة لمجموعة من السكان بعام 1923 يحملون أدوات تزلج

فيما يلي قوائم الأحداث التي وقعت خلال عام 1923 في فنلندا.

## سياسة

### انتهاء فترة المنصب
- 10 أبريل – رودولف هولستي عضو برلمان فنلندا  [لغات أخرى]‏.

## مواليد

### نوفمبر
- 25 نوفمبر – ماونو كويفيستو[1]

## وفيات

### ديسمبر
- 24 ديسمبر – غونار نوردستروم (مواليد 1881) فيزيائي فنلندي.